# Otto Ludwig von Syburg
Otto Ludwig von Syburg (* 1721; † 20. Mai 1788 in Karlsruhe) war ein preußischer Generalmajor.

## Leben

### Familie
Er war ein Sohn des russischen Oberst und Kommandeurs des Garderegiments Otto Friedrich von Syburg und dessen Frau Katharina Louise von Tettau aus dem Haus Sandlacken. Auch sein Bruder Friedrich Wilhelm von Syburg war preußischer Generalmajor.

### Laufbahn
Er trat 1740 in preußische Dienste und kam zum „Regiment Schwedt zu Fuß“. Dort wurde er 1741 Fähnrich, 1742 Seconde-Lieutenant und 1745 Premier-Lieutenant. Mit Beginn des Siebenjährigen Krieges 1757 wurde er Stabshauptmann und 1759 Hauptmann. Im Jahr 1767 wurde er Major und 1775 Oberstleutnant. 1778 wurde er Kommandeur des Regiments und 1779 Oberst. 1781 erhielt er seinen Abschied.
Er ging nach seinem Abschied nach Karlsruhe zum Markgraf von Baden. Er war dort Erzieher (Gouverneur) der Prinzen. König Friedrich Wilhelm II. erhob ihn noch zum Generalmajor, bevor er am 20. Mai 1788 unverheiratet starb.
Von 1741 (Erster Schlesischer Krieg) bis 1759 war er an allen Schlachten seines Regiments beteiligt. Während dieser Zeit war er mehrere Jahre Regimentsadjutant des Landgrafen Wilhelm VIII. von Hessen-Kassel. 1759 geriet er mit seinem Regiment bei Maxen in österreichische Gefangenschaft. Erst nach dem Frieden von Hubertusburg 1763 wurde er aus der Gefangenschaft entlassen.